# Komposé

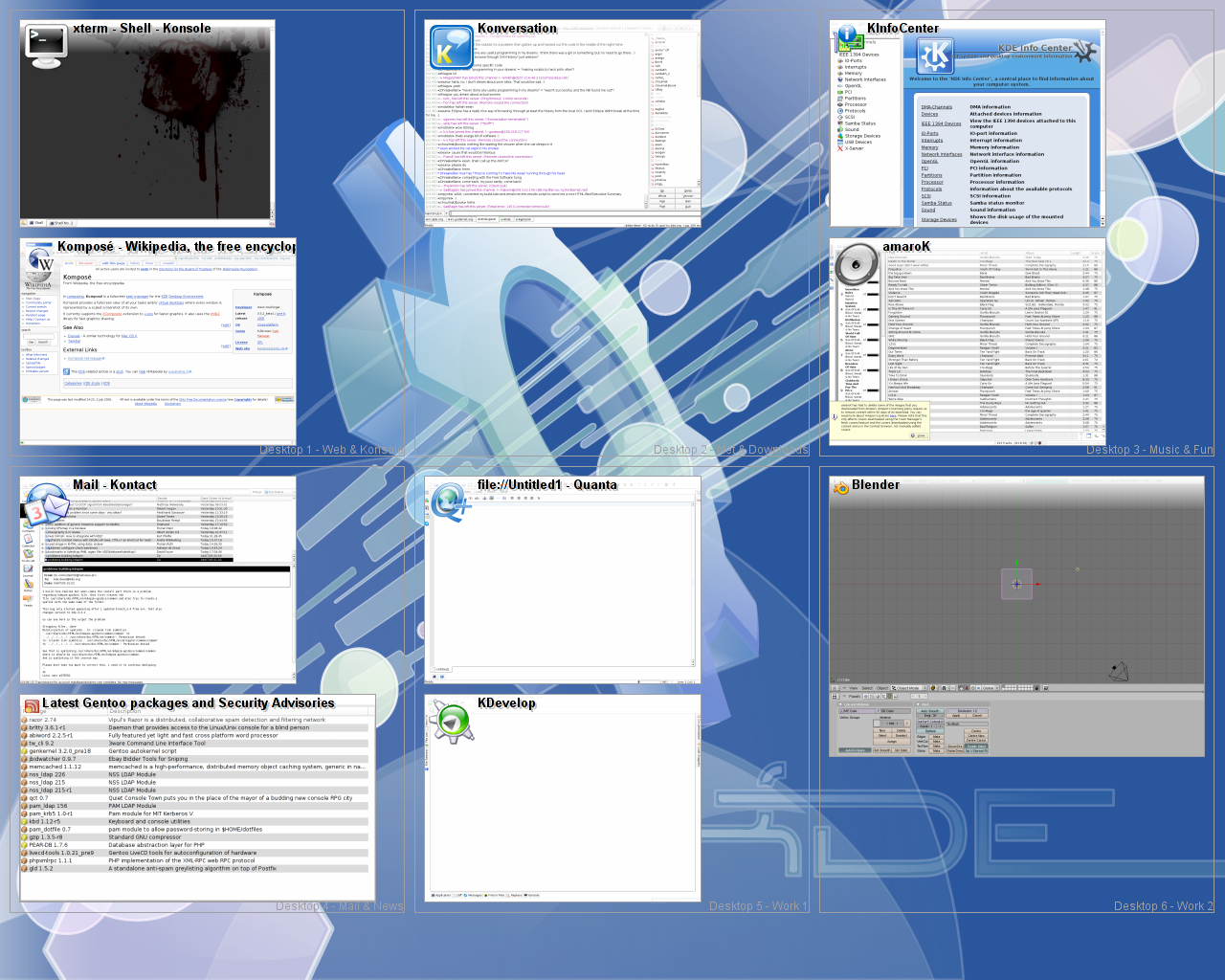
Tela exemplificando a atuação do Komposé.

Komposé é um ferramenta de gerenciamento de tarefas para o ambiente KDE. Facilita a administração do sistema, ao criar uma tela com imagens em escala de todos os programas em operação, de modo semelhante ao Exposé do Mac OS X.